# Huitième circonscription de Tokyo
La huitième circonscription de Tokyo (東京都第8区, Tōkyō-to dai-hachi-ku) est l'une des trente circonscriptions législatives que compte la préfecture métropolitaine de Tokyo.

## Description géographique
Entre 1994 et 2017, la huitième circonscription de Tokyo correspondait à l'arrondissement spécial de Suginami. 
Depuis 2017, elle comprend la majeure partie de l'arrondissement,,.

## Députés
| Législature | Début de mandat | Fin de mandat | Député élu        | Parti politique | Parti politique |
| ----------- | --------------- | ------------- | ----------------- | --------------- | --------------- |
| 41e         | 1996            | 2000          | Nobuteru Ishihara |                 | PLD             |
| 42e         | 2000            | 2003          | Nobuteru Ishihara |                 | PLD             |
| 43e         | 2003            | 2005          | Nobuteru Ishihara |                 | PLD             |
| 44e         | 2005            | 2009          | Nobuteru Ishihara |                 | PLD             |
| 45e         | 2009            | 2012          | Nobuteru Ishihara |                 | PLD             |
| 46e         | 2012            | 2014          | Nobuteru Ishihara |                 | PLD             |
| 47e         | 2014            | 2017          | Nobuteru Ishihara |                 | PLD             |
| 48e         | 2017            | 2021          | Nobuteru Ishihara |                 | PLD             |
| 49e         | 2021            | 2024          | Harumi Yoshida    |                 | PDC             |
| 50e         | 2024            | -             | Harumi Yoshida    |                 | PDC             |